# 大亀谷檀林
大亀谷檀林（おおかめやだんりん）は、隆閑寺（廃寺）に設置された法華宗の勝劣派の檀林。

## 概要
法華宗の勝劣派の檀林として、大亀谷檀林が開かれた。本能寺23世・日達は、初代講師として招かれた。

## 歴史
- 1652年（承応1年）本能寺20世・日善は、大亀谷地蔵院の敷地を入手し、隆閑寺を建立する。
- 1653年（承応2年）本能寺23世・日達は、大亀谷檀林を開檀する。
- 1864年（元治1年）講堂を本能寺に移築する。
- 1870年（明治3年）地蔵菩薩を本成寺に移設する。
- 1872年（明治5年）学制発布により、大亀谷檀林は廃檀する。